# Эммс, Джон (художник)
Джон Эммс (англ. John Emms; 21 апреля 1843, Норфолк — 1 ноября 1912, Великобритания) — британский художник-анималист.

## Биография

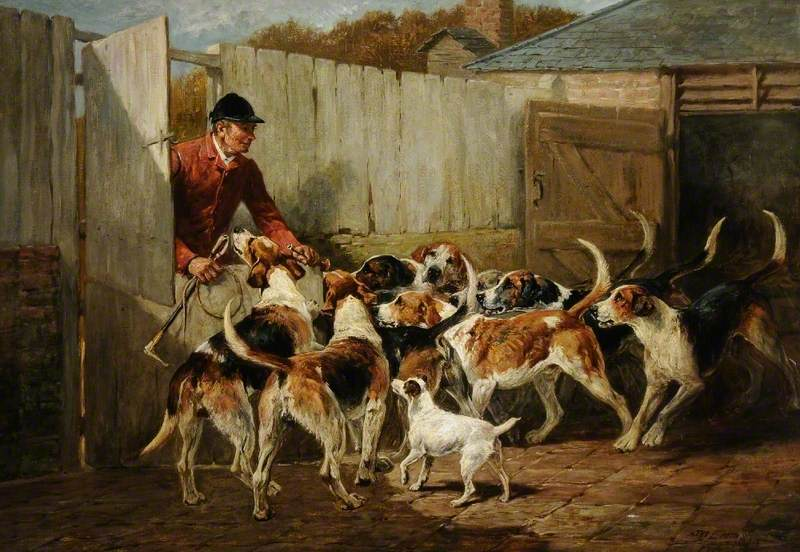
Визит хозяина

Родился в 1844 году в провинциальном городе в графстве Норфолк в семье художника Генри Уильяма Эммса. Начиная с 1866 года регулярно экспонировал свои работы на ежегодных выставках в лондонской Королевской академии художеств.
Прожив в Лондоне некоторое время, Эммс в 1880 году женился на Фанни Приммер из графства Гэпмшир, и в следующем году переехал на родину своей молодой жены, где  выстроил дом с мастерской. У пары было четверо детей — три дочери и сын.
Страстный охотник и большой любитель собак, Эммс именно их изображал на большинстве своих картин и достиг в этом особого мастерства.
Иногда он также писал портреты.
Скончался художник Эммс в 1912 году в Гэмпшире.

## Галерея

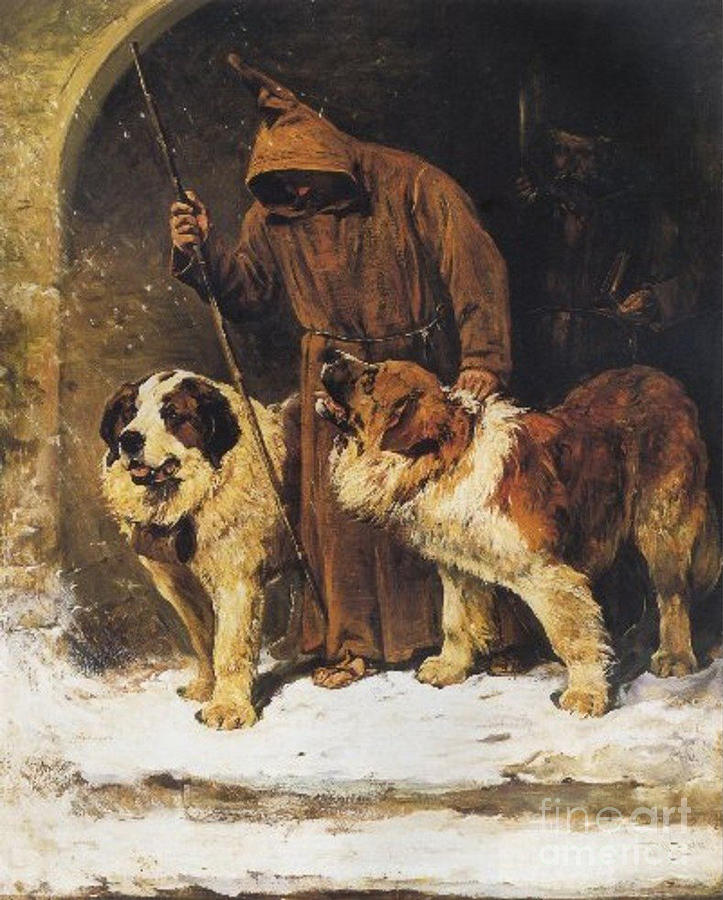
Монахи с собаками на перевале Большой Сен-Бернар
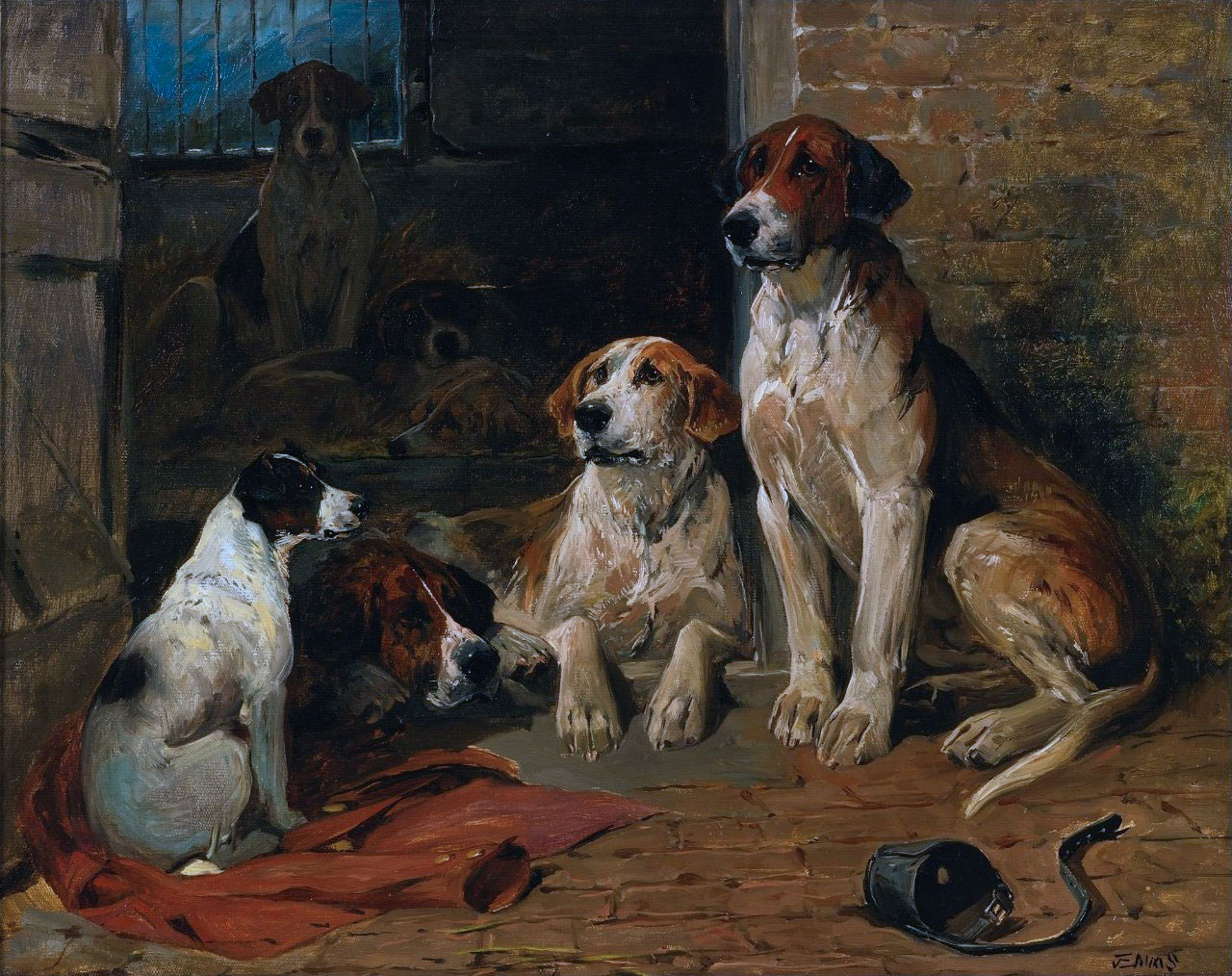
Гончие на псарне
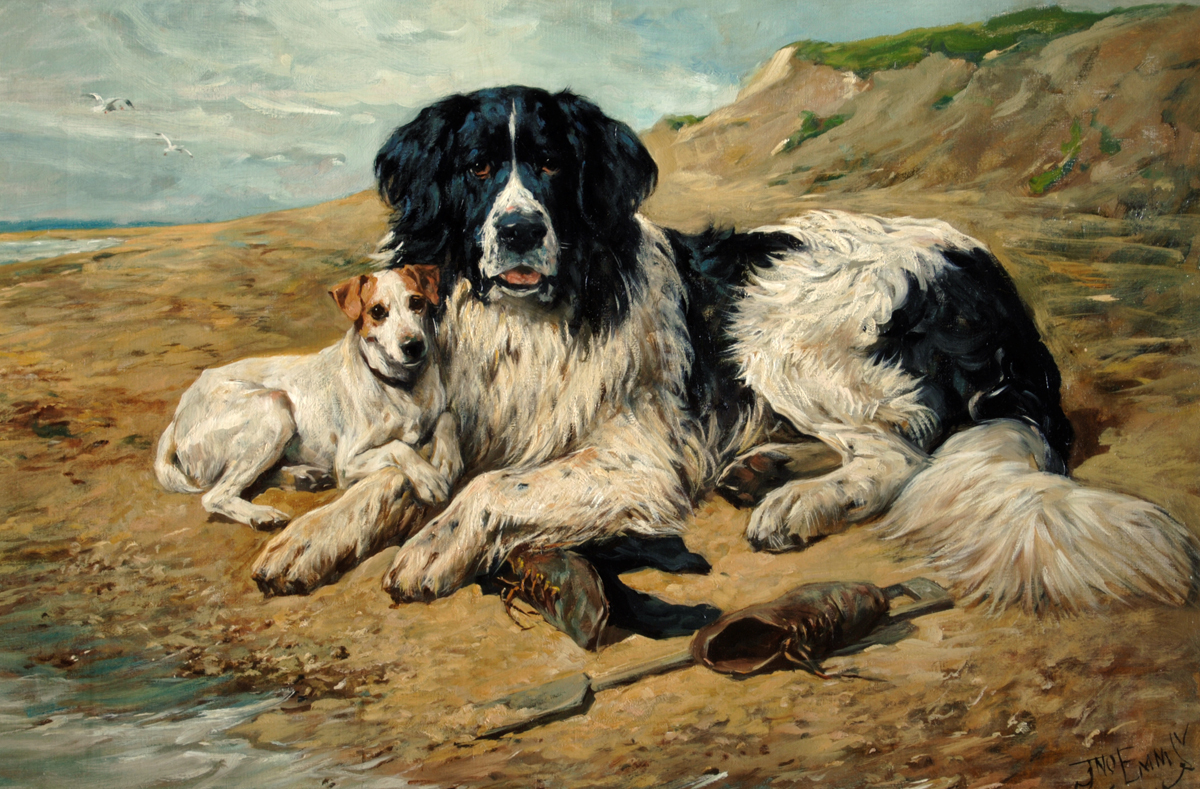
Две собаки, ожидающие купальщика
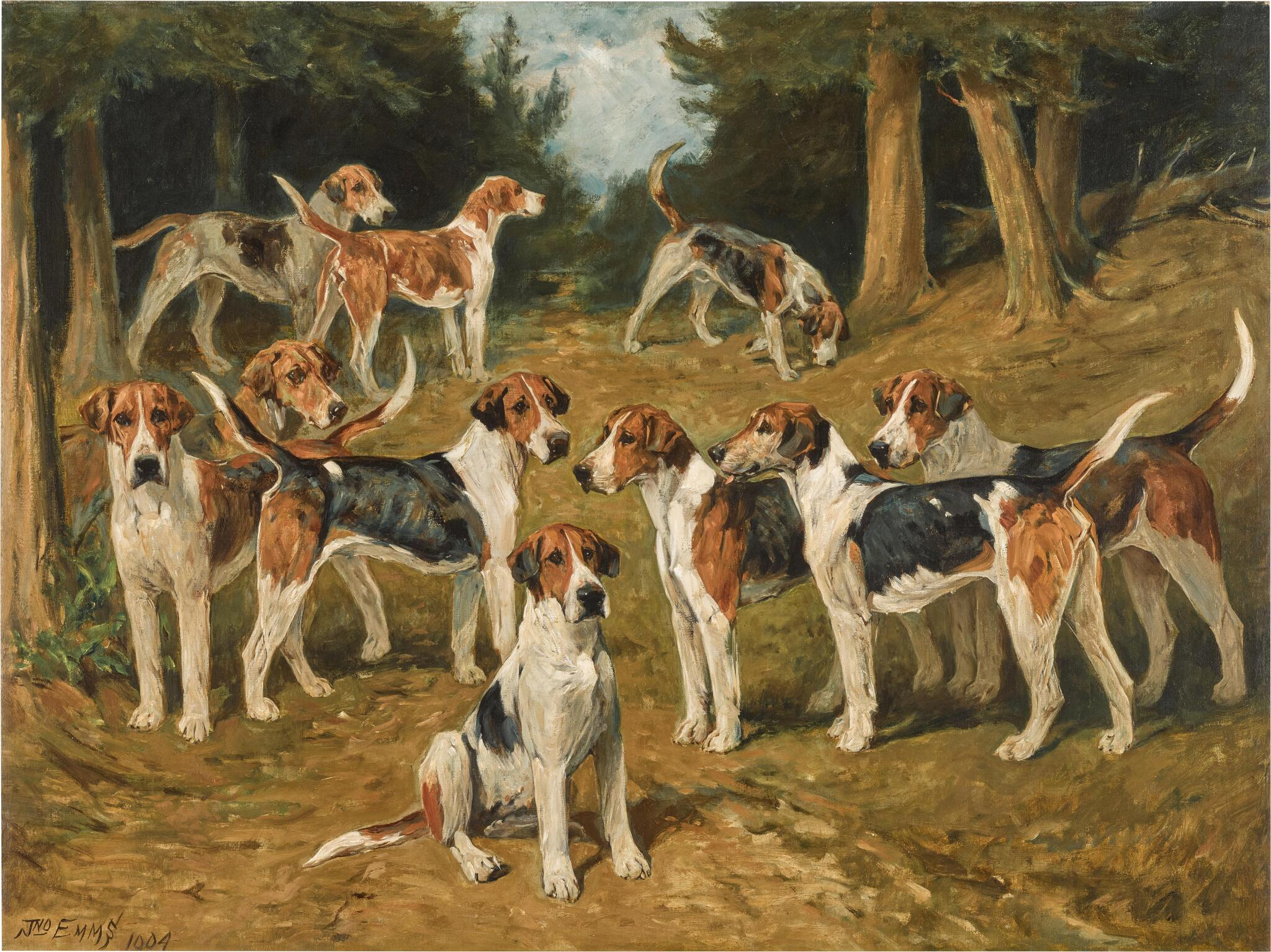
Пять пар гончих
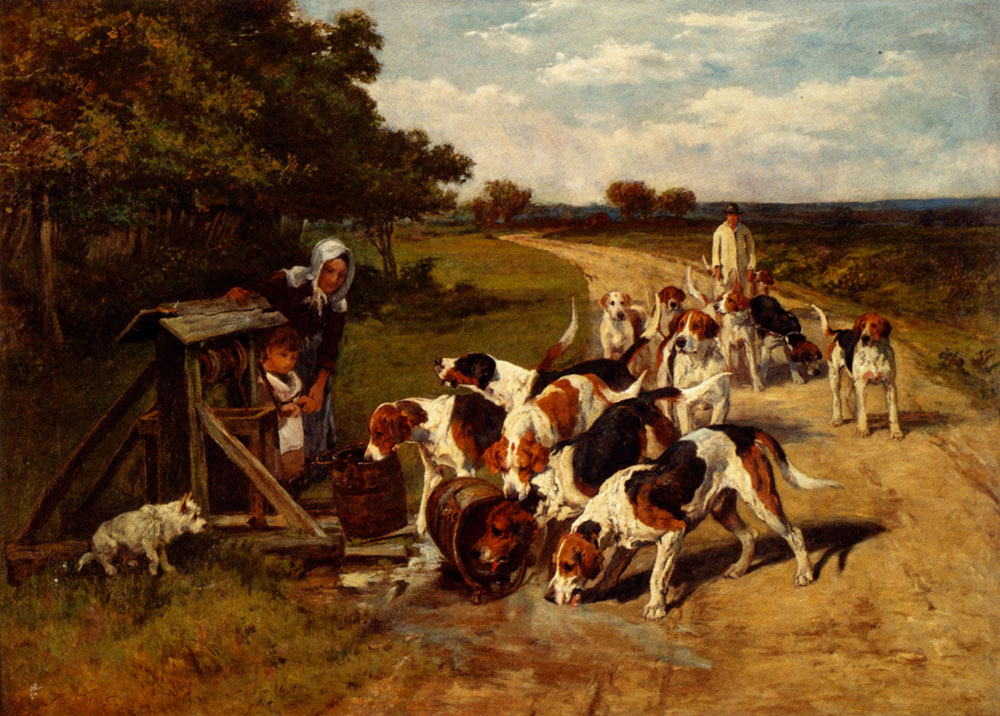
Стая гончих, утоляющая жажду
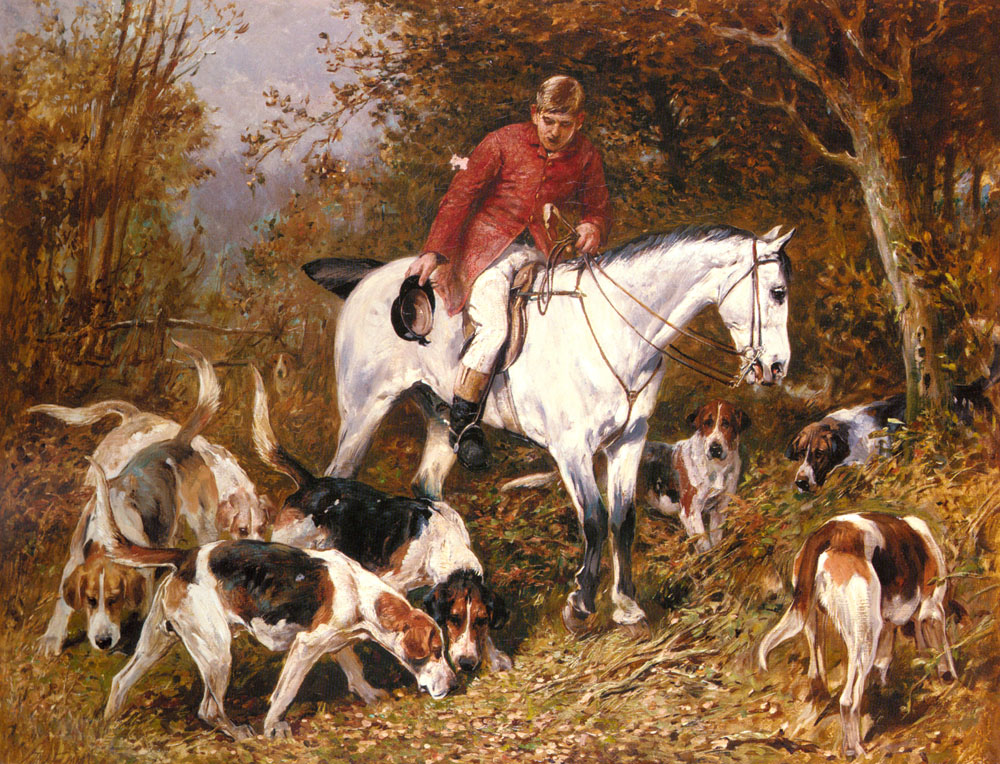
Низовое чутьё
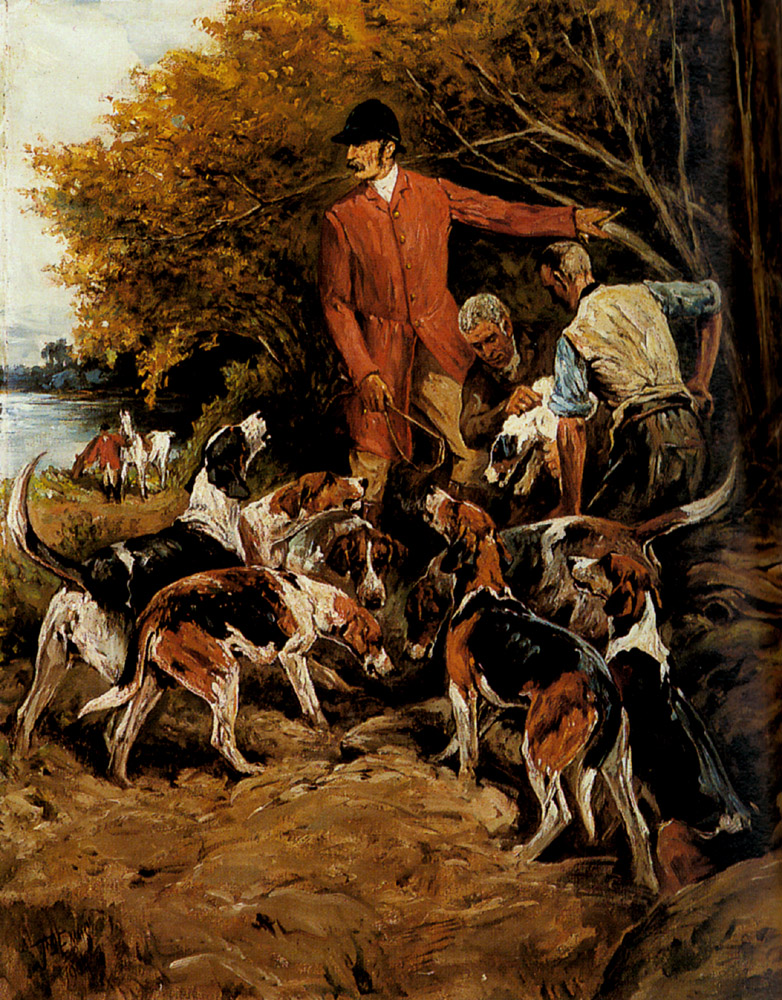
Начало охоты
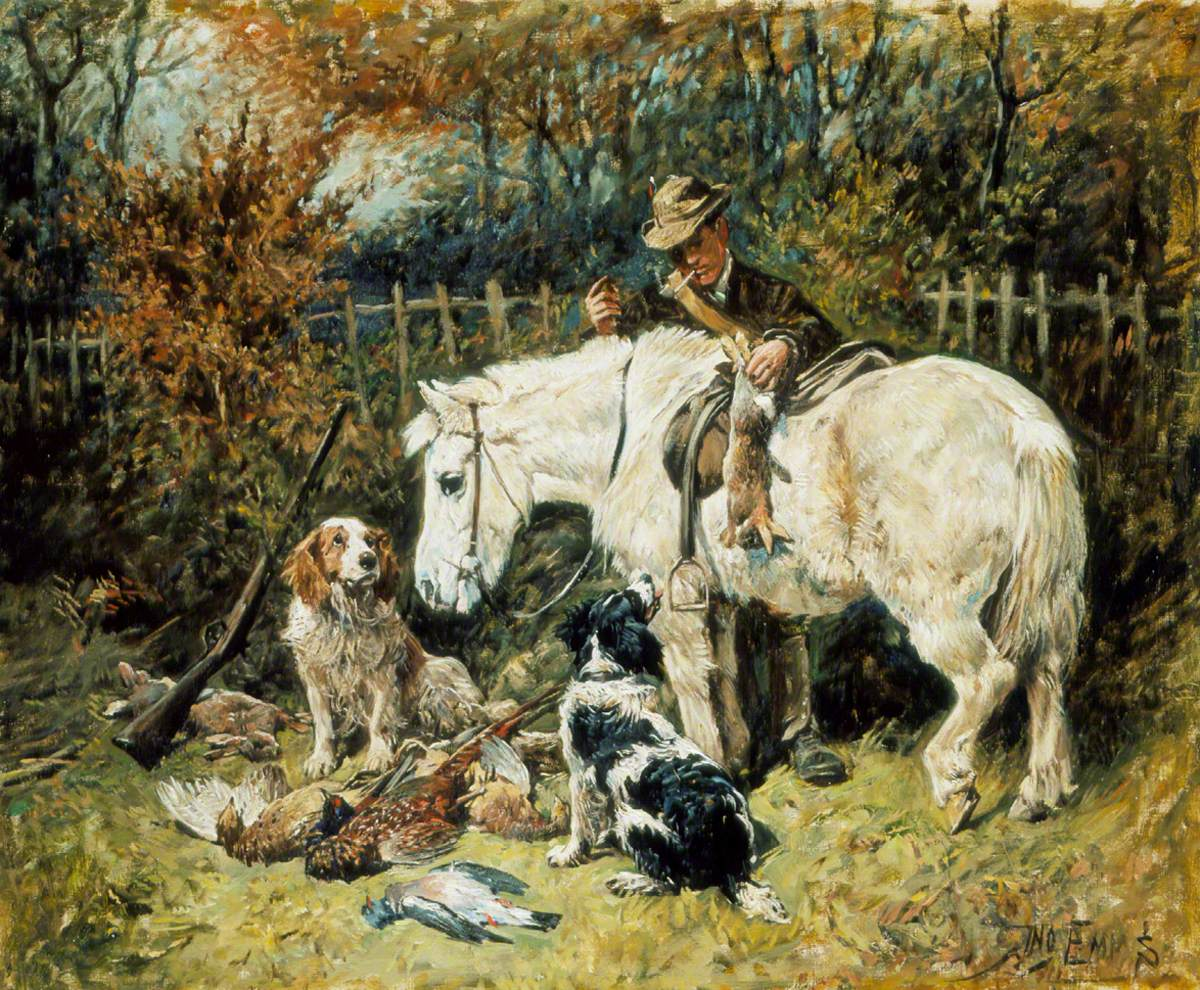
Возвращение с охоты
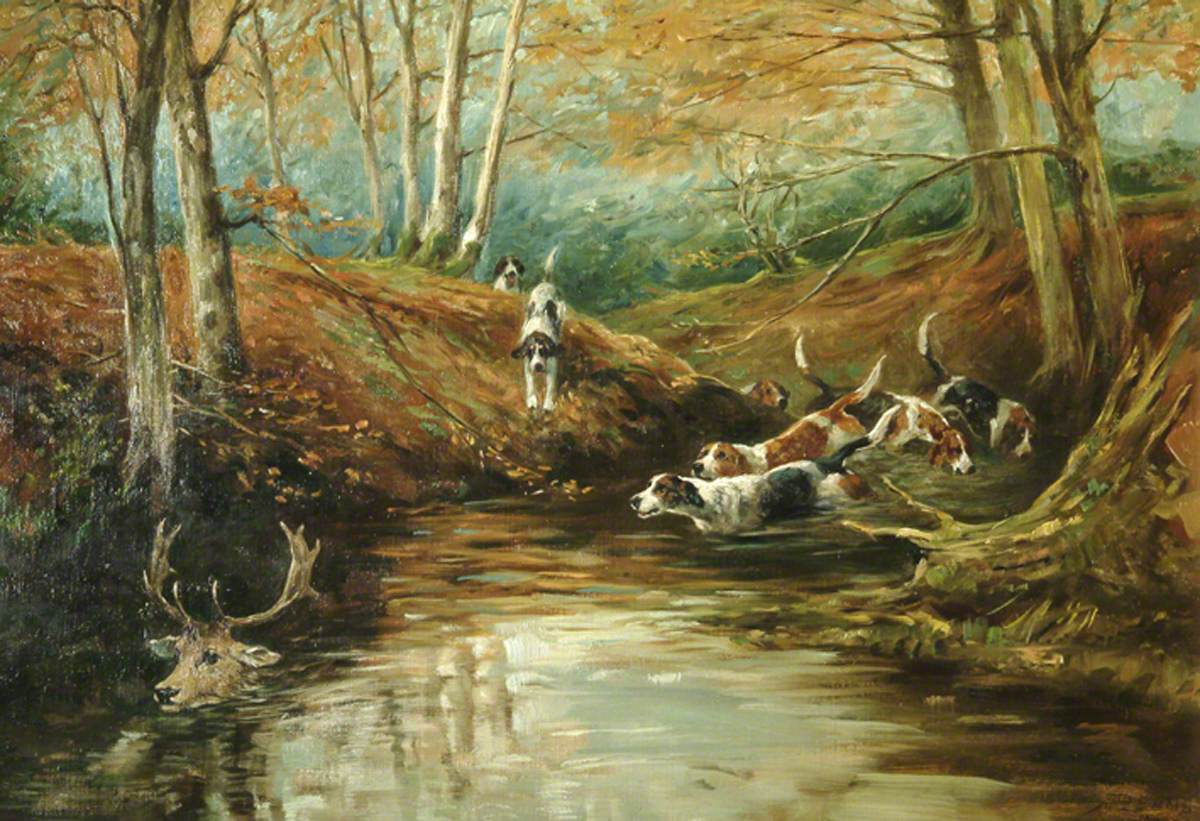
Преследование оленя
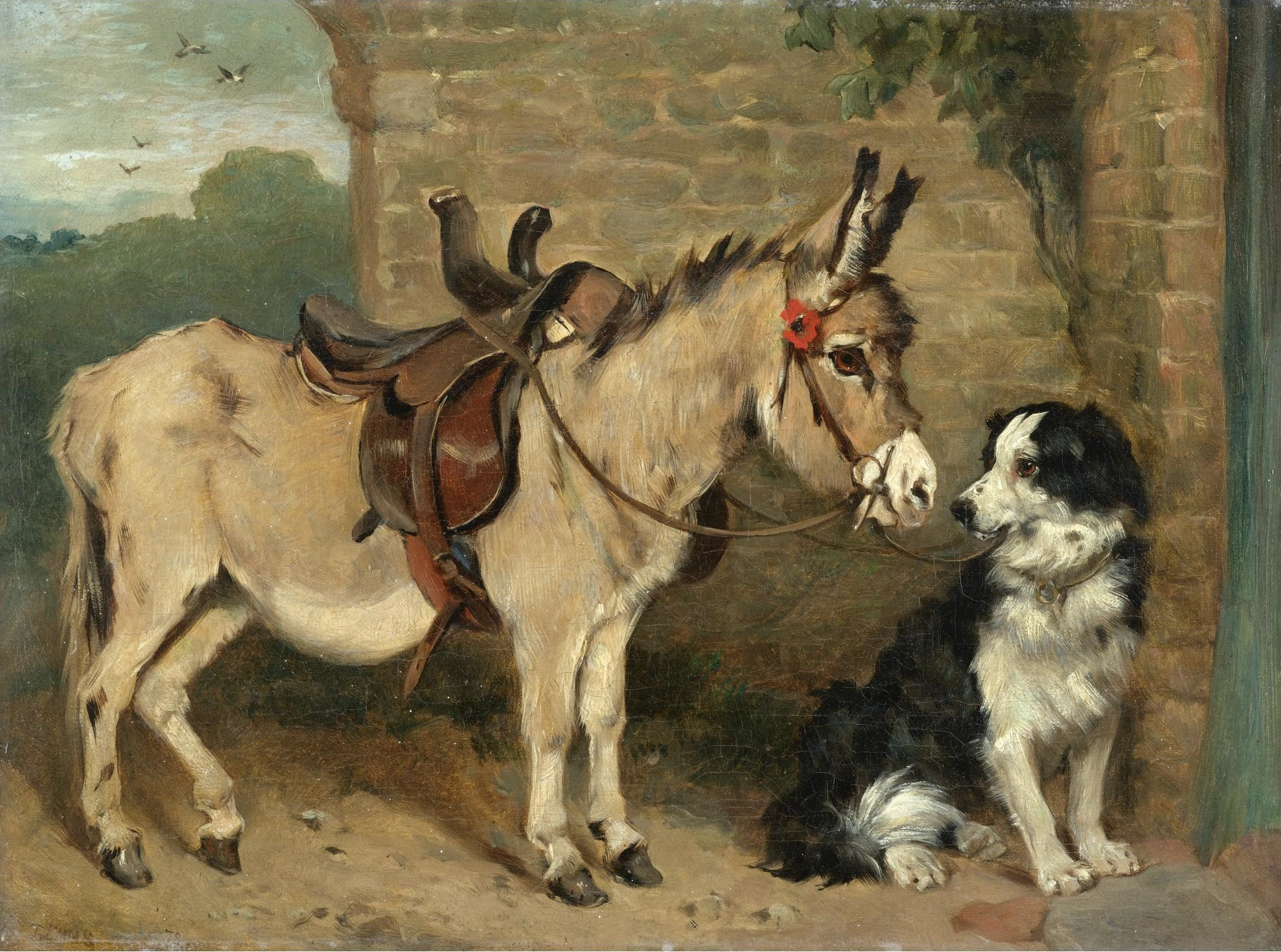
Готовы к утренней поездке
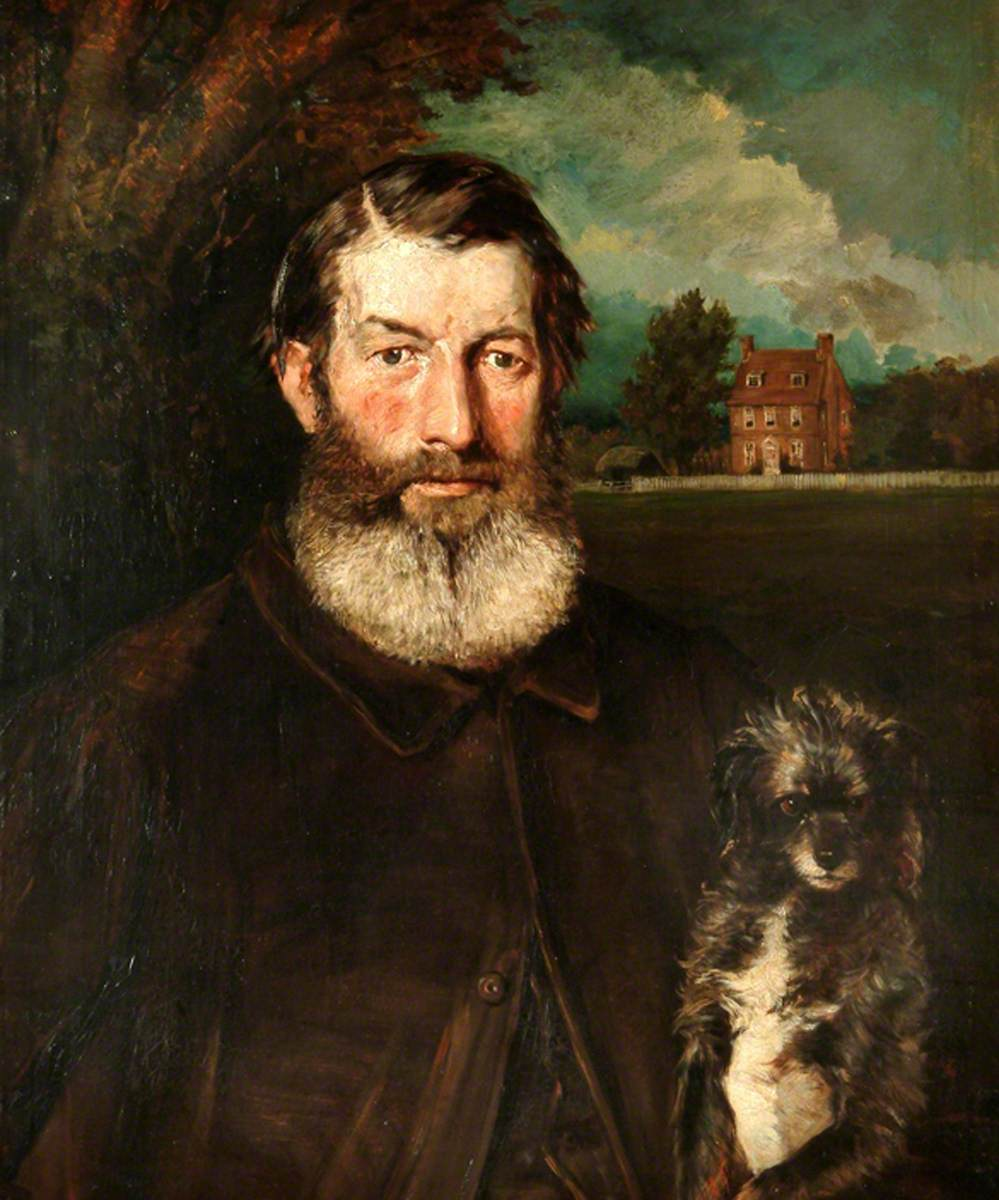
Портрет Джорджа Праймера
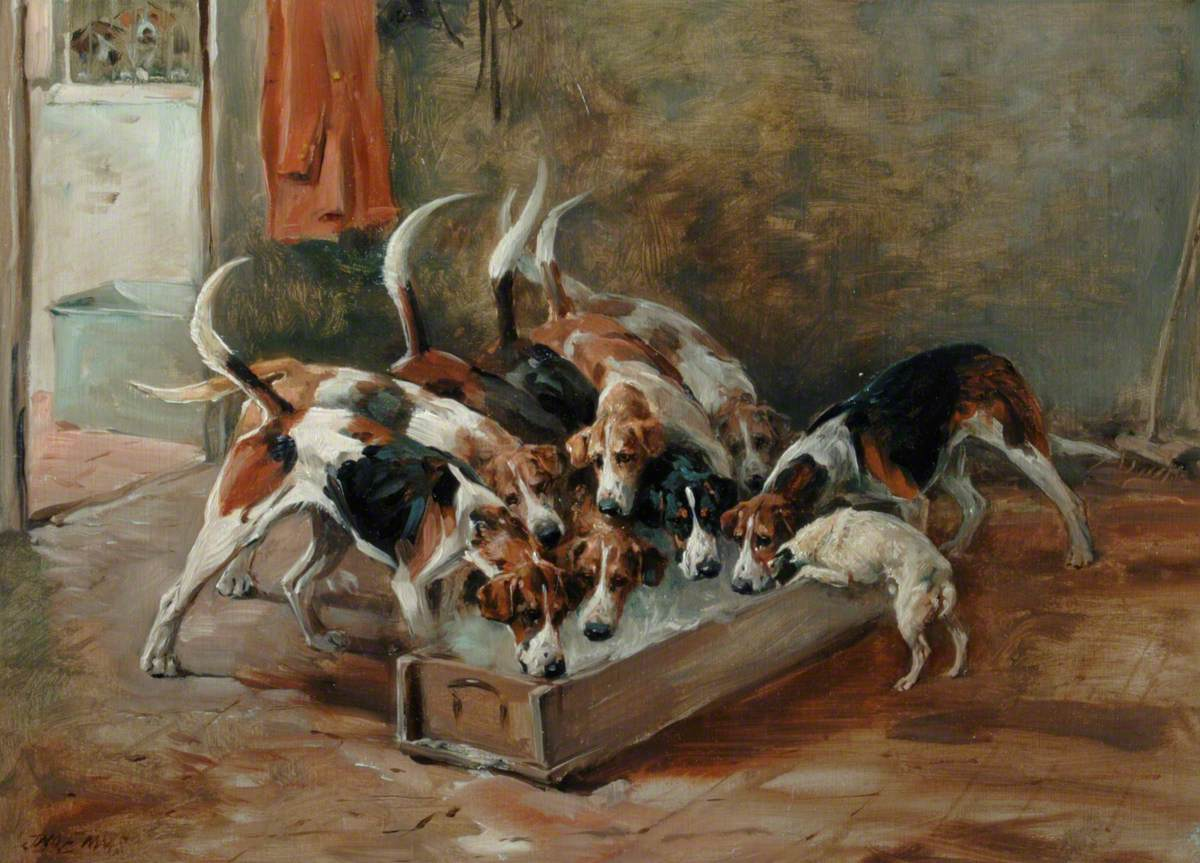
Кормление собак